# 美國赤松
美國赤松:66或稱紅松、赤松（英語：Red pine）為一種原產於北美洲的松科松屬植物。

## 描述
美國赤松是一種常綠針葉樹，其特徵是生長高大、筆直。 它的高度通常為20—35（66—115英尺），樹幹直徑為1米（3英尺3英寸），特別高達43.77米（1431⁄2英尺）。 冠部呈圓錐形，隨著年齡的增長，逐漸變成狹窄的圓形圓頂。 樹基部的樹皮較厚，呈灰棕色，但上部樹冠的樹皮較薄，片狀，鮮橙紅色； 這棵樹的名字來自於這種獨特的特性。